# Alstroemeria lactilutea
Alstroemeria lactilutea  es una especie fanerógama, herbácea, perenne y rizomatosa perteneciente a la familia de las alstroemeriáceas. Es originaria de la I Región de Tarapacá en Chile.

## Taxonomía
Alstroemeria lactilutea fue descrita por Ravenna & Brinck, y publicado en Onira 5: 23. 2000.
Etimología
Alstroemeria: nombre genérico que fue nombrado en honor del botánico sueco barón Clas Alströmer (Claus von Alstroemer) por su amigo Carlos Linneo.
lactilutea: epíteto latino en honor a su color amarillento.